# Єлизаветівка (Одеський район)
Єлизаве́тівка (у минулому — Єлисаветівка) — село Дачненської сільської громади в Одеському районі Одеської області в Україні. Населення становить 317 осіб.
До 17 липня 2020 року було підпорядковане Роздільнянському району.

## Історія
У 1856 році в поселені Єлисаветка колезького асесора Чеповського було 8 дворів.
В 1859 році на власницькому хуторі Єлисаветка 1-го стану (станова квартира — містечко Василівка) Одеського повіту Херсонської губернії, було 11 дворів, у яких мешкало 62 чоловіка і 76 жінок.
У 1887 році в селищі Єлисаветка Більчанської волості Одеського повіту Херсонської губернії мешкало 74 чоловіка та 77 жінок. На хуторі Єлисаветівка (Карпівка і Вериновське) мешкало 30 чоловіків та 30 жінок.
На 1916 рік на хуторі Єлизаветівка Куртівської волості Одеського повіту Херсонської губернії, мешкало 202 людини (90 чоловік і 112 жінок).
Під час Голодомору в Україні 1932—1933 років в селі загинуло 11 осіб:
- Довженко Лідія Антонівна
- Долинський Петро Іванович
- Єрусалимська Олена Григорівна
- Золотко Василь Михайлович
- Золотко Тимофій Іванович
- Іванов Пилип Савович
- Кушпіль Марія Арсенівна
- Мосієнко Григорій Іванович
- Мусієнко Марія Іванівна
- Саввова Дарія Мефодіївна
- Страцінський Олексій Олексійович[7].

Станом на 1 вересня 1946 року хутір Єлисаветівка був в складі Одрадівської сільської Ради Біляївського району.

## Населення
Згідно з переписом УРСР 1989 року чисельність наявного населення села становила 404 особи, з яких 201 чоловік та 203 жінки.
За переписом населення України 2001 року в селі мешкали 322 особи.

### Мова
Розподіл населення за рідною мовою за даними перепису 2001 року:
| Мова       | Відсоток |
| ---------- | -------- |
| українська | 86,59 %  |
| російська  | 7,01 %   |
| молдовська | 4,88 %   |
| болгарська | 0,30 %   |
| інші       | 1,22 %   |